# UMTAS
UMTAS (тур. Uzun Menzilli Tanksavar Sistemi — рус. Противотанковый Ракетный Комплекс Большой Дальности) — турецкий противотанковый ракетный комплекс. Разрабатывался фирмой Рокетсан (Турция) с 2005 года, также принимали участие фирмы Аселсан (электронное оборудование) и МКЕК (БЧ). Стоимость разработок составила не менее 38 млн долларов.
Рассматривается как основное вооружение турецких вертолётов TAI/AgustaWestland T-129 (модификация вертолёта Agusta A129 Mangusta).
Предназначен для поражения танков, инженерных и фортификационных сооружений, надводных целей.
- Возможность захвата цели перед пуском или после пуска
- Может быть использован также ночью и в неблагоприятных погодных условиях
- Тандемная боевая часть, эффективная против бронированных целей с динамической защитой
- Нечувствительность БЧ к пожарам жидкого топлива и попаданию пуль
- Связь с изображением цели для пользователя и команды пользователем с помощью передачи данных.

Предполагается, что УМТАС превзойдёт по своим параметрам ракеты «Хеллфайр» (США) и «Спайк» (Израиль).

## Модификации
Имеет 2 модификации:
- UMTAS с инфракрасным наведением,
- L-UMTAS версия ПТРК с лазерным наведением. Носитель сам направляет L-UMTAS к цели, поэтому он должен находиться в пределах видимости цели и в пределах радиодальности L-UMTAS в течение всего времени полета оружия. Дальность полета L-UMTAS ограничена 8 км, а время полета - до 80 секунд. Производитель указывает точность до 3 метров, осколочное действие до 20 метров.

## Тактико-технические характеристики
- Размеры:
  - длина — 1,75 м
  - диаметр — 0,16 м
- Масса стартовая: 37,5 кг
- Масса ПУ (с 4 ракетами): 210 кг
- Дальность пуска: 0,5-8 км